# Versions de Blade Runner
Pour plus de détails, voir Fiche technique et Distribution.
Huit versions du film Blade Runner  de 1982 réalisé par Ridley Scott ont été rendues publiques sur une période de 25 ans, à l'occasion de projections tests ou de diffusions en salles.  
Parmi ces versions, cinq sont particulièrement notables, pour des raisons artistiques, historiques et commerciales. Ce sont : Workprint (version de test), The U.S. Theatrical Cut (sortie en salles américaines), International Cut (sortie en salles internationales), Director's Cut (version modifiée et approuvée par Ridley Scott) et Final Cut (version définitive sous le contrôle de Ridley Scott). Elles diffèrent notamment par leur montage, leur date de sortie, et par le responsable des modifications artistiques. Ces cinq versions sont incluses dans le DVD sorti en 2007, Blade Runner Edition spéciale ainsi que dans l'édition du 30e Anniversaire sortie en 2012. 
Une Sneak Preview Cut San Diego a quant à elle été seulement présentée lors d'une avant-première et la U.S. Broadcast Cut est une version formatée pour une diffusion TV.
Dans le documentaire de 2007, Dangerous Days: Making Blade Runner, Ridley Scott présente en outre une version de quatre heures dite early cut au personnel du studio. Voici une chronologie annotée de ces différentes versions.

## Workprint prototype(1982)
La version workprint de 1982 dure 112 minutes. Cette version de travail a été présentée à un public limité à Denver et Dallas en mars 1982, préalablement à la sortie en salles officielle, afin de recueillir les premières réactions d'un public dans le cadre de projections test. Presque 10 ans plus tard, cette version a été redécouverte, assimilée à tort à une version finale et diffusée en 1990 et 1991 à Los Angeles et San Francisco en tant que Director's Cut, mais sans l'approbation du réalisateur.
Les retours négatifs des projections test de 1982 ont conduit à des modifications amenant à la version US. Les retours très positifs sur les sorties de 1990-1991, marquées par un fort intérêt du public, ont par contre poussé le studio à produire la Director's Cut telle qu'elle est officiellement connue aujourd'hui, c'est-à-dire approuvée par Ridley Scott.
La version workprint a été re-présentée dans le cadre de la parution du coffret spécial de 5 DVD, dite Edition Spécial Anniversaire. Pour obtenir la meilleure qualité possible, cette version a été produite à partir de la copie la plus récente à disposition, avec un travail de restauration de l'image et du son. Le résultat reste d'une qualité inférieure aux autres versions, mais garde un intérêt historique qui justifie sa présence dans le coffret.
Les principales différences entre le Workprint et la plupart des autres versions sont, dans l'ordre chronologique :
1. Les réplicants sont présentés au début du film comme « des humains synthétiques aux capacités paraphysiques, conçus avec des cultures cellulaires de peau et de chair » ; cette description n'est pas présente dans les quatre autres versions DVD.
2. La séquence d'ouverture expliquant l'histoire des réplicants n'est pas présente dans cette version.
3. Quand Deckard, pris dans un état dépressif, joue du piano, il n'y a ni licorne ni musique de fond dans son rêve. La licorne rêvée a été ajoutée au Director's Cut et au Final Cut.
4. La mort de Batty est montrée différemment, de loin, Deckard le regardant alors que le réplicant agonise. Il existe aussi une version alternative dans laquelle Deckard commente la scène : « Je l'ai regardé mourir toute la nuit. C'était long, lent... Et il s'est battu tout le long. A aucun moment, il n'a gémi, ou abandonné. Il prit tout le temps qu'il avait, comme s'il aimait la vie. Il en a goûté chaque seconde, même dans la douleur. Et puis il est mort ».
5. Il n'y a pas de happy ending ; le film se termine lorsque les portes de l'ascenseur menant à l'appartement de Deckard claquent et que Rachel s'en va.
6. Il n'existe pas de générique de fin. Les mots The End apparaissent à l'écran pendant que la musique de fin est diffusée.

## La version de l'avant-première à San Diego(1982)
Cette version n'a été présentée qu'une seule fois à San Diego en mai 1982. Presque identique à la version 1982 diffusée largement par les cinémas américains (U.S. theatrical cut), elle comprend néanmoins trois scènes supplémentaires inédites. Ces trois scènes n'ont plus été réintégrées, y compris dans le Director's Cut de 2007.[réf. nécessaire]

## Version sortie en salles aux Etats-Unis(1982)
La version sortie en salle sur le marché américain, en 1982, dure 116 minutes. Elle est connue comme la version originale, U.S. theatrical cut ou Domestic Cut. Elle a également été publiée en Betamax et VHS en 1983. Cette version est longtemps restée inédite en DVD avant d'être intégrée dans le cadre de la sortie du coffret 5-DVD Édition Anniversaire en 2007, aux côtés de la version remasterisée du Director's Cut.

### Voix off ethappy ending
La version de 1982 inclut la narration en voix off d'Harrison Ford, ainsi que la séquence finale dite happy ending.
Bien que plusieurs versions du script aient inclus une forme de narration, Ford et Ridley Scott ont préféré apporter l'information correspondante sous forme de scènes supplémentaires. Les investisseurs ont cependant choisi de réécrire ces passages et de réinsérer de la narration en post-production. Les projections test avaient en effet montré que le public avait du mal à comprendre l'histoire. À ce sujet, Ford  a dit en 1999 : « J'ai fortement contesté ces modifications à l'époque. Elles n'appartenaient pas au corps même du film. » Il a été dit que Ford avait intentionnellement dégradé la qualité de sa prestation en voix off dans l'espoir qu'elle ne serait pas utilisée, mais cette information a été contestée par Ford en 2002 lors d'une interview à Playboy magazine : « I delivered it to the best of my ability, given that I had no input. I never thought they'd use it. But I didn't try and sandbag it. It was simply bad narration. » (« J'ai donné le meilleur de moi-même, sachant que je n'avais pas d'information de contexte. Je n'ai jamais cru qu'ils l'utiliseraient. Mais je n'ai pas essayé de le saboter, c'était juste un mauvais texte. »)
Le happy ending désigne la scène postérieure à celle dans laquelle Rachel quitte l'appartement de Deckard. Gaff épargne la vie de Rachel, leur permettant de s'échapper de l'espace nauséabond de Los Angeles. Ils s'enfuient en voiture en traversant un paysage naturel. Deckard nous informe qu'en dépit de ce que Gaff a dit : « Dommage qu'elle doive mourir, mais c'est notre lot à tous ! », Rachel n'est pas soumise à la limite de durée de vie propre aux réplicants. Les prises de vue aériennes sont des prises inutilisées par Stanley Kubrick pour Shining (1980), exploitées avec son autorisation.

## Adaptation pour la télévision (1986)
La version de 1986, (114 minutes) présentée aux États-Unis a été éditée par CBS afin d'atténuer la violence, la grossièretés et la nudité pour répondre aux restrictions liées à la retransmission télévisuelle. Cette version est précédée par une pastille expliquant le principe du film, mettant en évidence que Deckard n'est pas un replicant, et déclarant « Blade Runner : Où l'amour pourrait être plus meurtrier que le péché ». Dans cette version initiale, l'analyse de texte au début de la vidéo expliquant ce qu'est un Réplicant est « au début du 21e Siècle... » est lu par un narrateur anonyme (et non par Harrison Ford).
Le texte proprement dit de l'ouverture de l'analyse de texte est différent de la version sortie en salle en 1982. « Au début du XXIe siècle, les robots appelés des Réplicants, ont été créés comme hors du monde de l'esclavage et identique à l'homme. Les Réplicants ont une force et une agilité supérieure et une intelligence au moins égalant celles de leurs créateurs. Après une sanglante mutinerie, les Réplicants ont été déclarées illégaux sur la Terre. Un groupe de police spécial, les unités Blade Runner, ont pour ordre de tirer pour tuer les Réplicants intrus. Ce n'était pas appelé une exécution. Ils appelaient ça, un retrait ».

## LeDirector's Cut(1992)

### Une histoire compliquée
La version approuvée par Ridley Scott, dite Director's Cut, est sortie en 1992 ; elle dure 116 minutes. Son histoire compliquée est intimement liée à celle de la version workprint.

### Première version: une attribution erronée
En octobre 1989, le conservateur et restaurateur Michael Arick recherche des séquences du film Gypsy, Vénus de Broadway dans les archives de la société Todd-AO. Il découvre fortuitement une copie 70 mm de Blade Runner ; elle sera redécouverte ultérieurement par deux autres conservateurs recherchant, sur le même lieu, des traces du film Alamo.
Cette copie est aujourd'hui référencée comme la version workprint, mais à l'époque, le Cineplex Odeon Fairfax Theater, à Los Angeles, apprend la découverte et obtient rapidement de la Warner Bros. l'autorisation de la diffuser lors d'un festival prévu en mai 1990. Ne comprenant pas immédiatement que cette version n'était que précoce, destinée à des projections test, Warner Bros planifie la diffusion de cette copie dans 15 villes américaines et la promeut comme étant une version Director's Cut, sans plus de précision.
Après les premières projections, il apparaît vite que cette version ne correspond pas à la forme définitive de l’œuvre. Ridley Scott la désavoue publiquement, lui retirant le statut de Director's Cut. Il explique qu'elle est montée approximativement, qu'une scène-clé n'y figure pas, et que le point culminant du film ne fait pas usage de la partition composée par Vangelis. Sur ce dernier point, la version exploitait en effet à titre temporaire une musique composée par Jerry Goldsmith pour la Planète des Singes.
Devant son erreur et en réponse à l'insatisfaction manifeste de Scott, Warner Bros. arrête la diffusion de cette version dans certaines villes, même si la projection continue au NuArt Theater de Los Angeles et au Castro Theatre à San Francisco au début de l'automne 1991.
Cette version retirée sera alors désormais connue sous le nom de workprint, et perd son attribut de Director's Cut.

### Deuxième version: approuvée par Ridley Scott
Cependant, la projection élargie de cette version mal nommée a rencontré un succès évident, les salles la jouant à guichet fermé. Blade Runner connaît au début des années 1990 un regain de popularité et accède au statut de film culte. Warner Bros. décide alors de produire, sous la direction de Scott, une nouvelle version définitive destinée à être diffusé à partir de 1992. C'est cette version qui sera connue ultimement comme la version Director's Cut ; pour éviter toute ambigüité, cette version bénéficie de la précision  approuvée par Ridley Scott afin de la distinguer de la version précédente dite à tort Director's Cut, retenue ensuite sous le nom de workprint.
Michael Arick est, avec Scott, chargé de créer la nouvelle version. Le travail est basé sur les indications de Scott et des échanges entre Scott et Warner Bros. Arick passe également plusieurs mois avec Les Healey, assistant monteur de Scott sur Blade Runner, pour essayer de retrouver les changements que Scott souhaitait dès le début apporter au film.
À l'issue de ce travail, cette "deuxième" version Director's Cut diffère de la version workprint, mais aussi de la version sortie en salles de 1982, par plusieurs changements importants :
- les treize occurrences de la voix off de Deckard, de nature explicative, disparaissent,
- l'ajout d'une séquence onirique figurant une licorne courant dans une forêt. La séquence filmée à l'origine (et non incluse en 1982) représentait également Deckard, mais Arick, ne retrouvant pas de copie de qualité suffisante, a dû se contenter d'un segment ne montrant que la licorne. La scène est importante par l'interprétation qu'elle donne de Deckard : en modelant ses origamis en forme de licorne, Gaff montre qu'il a accès aux rêves de Deckard, c'est-à-dire que Deckard est un réplicant de la même génération que Rachel,
- l'ajout d'une question que Gaff pose à Deckard après la mort de Roy (Mais es-tu sûr d'être humain ?). Cette question ne se retrouve dans aucune des autres versions du film, y compris la version finale de 2007,
- la fin optimiste de la version 1982, imposée par les studios, est retirée. Le film se termine sur la fermeture, ambigüe, des portes d'ascenseur.

Scott a, depuis cette sortie, regretté publiquement que des contraintes de temps, d'argent et de disponibilité (il était alors occupé par le tournage de Thelma et Louise) l'aient empêché de produire une version suffisamment satisfaisante du film à son goût, tout en déclarant préférer cette version à celle de 1982. Harrison Ford, en 2000, a qualifié la version de spectaculaire, mais réduite à un exercice de style.

### Supports de commercialisation
Le Director's Cut a été publié sur plusieurs supports : VHS et LaserDisc en 1993, DVD en 1997.
Le DVD de 1997, produit à partir du LaserDisc de 1993, était de qualité sonore et visuelle médiocres, et ne comportait aucun supplément. En 2006, Warner Home Video a édité un DVD remastérisé à partir d'une image de qualité 2K et d'une source sonore 5.1. Le DVD a été commercialisé à partir du 5 septembre 2006 aux États-Unis, du 9 octobre 2006 en Irlande et au Royaume-Uni, et dans les mois suivants en Europe continentale. Il contenait une bande-annonce pour l'édition Final Cut.
C'est cette qualité d'édition, par opposition à celle de 1997, qui a été incluse dans le coffret multidisque, dit Ultimate Edition, commercialisé en 2007 sur supports DVD, HD DVD et Blu-ray,.

## Final Cut(2007)
La version finale (ou l'édition 25e anniversaire) de Ridley Scott (117 minutes) est présentée en 2007 et sort en salles le 5 octobre 2007, puis en DVD, HD DVD, et Blu-ray en décembre de la même année. Cette version, la seule sur laquelle Scott a eu le contrôle total de la direction artistique, est la préférée du réalisateur. À la sortie du film, un documentaire et des bonus sont ajoutés aux sorties DVD.
Au milieu de l'année 2000, Scott fait appel à Charles de Lauzirika afin de l'aider à mettre en œuvre la dernière version du film, achevée au milieu de 2001, avant que des difficultés juridiques et financières ne forcent la production à mettre un terme au projet[évasif].